# اینیس
اینیس (انگلیسی: INiS) شرکت بازی ویدئویی ژاپنی است، که در سال ۱۹۹۷ تأسیس شد.